# Nolan Gerard Funk
Nolan Gerard Funk (Vancouver, 28 juli 1986) is een Canadees acteur en zanger. Hij is  bekend van onder andere de hit series Awkward,Glee en supernatural. Ook speelde hij in verschillende films als Spectacular, The Canyons en Riddick. Tevens is hij te zien geweest op Broadway met Bye Bye Birdie. 
- Biblioteca Nacional de España: XX5000180
- Bibliothèque nationale de France: cb16205796b (data)
- Gemeinsame Normdatei: 1072832321
- International Standard Name Identifier: 0000 0000 8189 5571
- Library of Congress Control Number: no2013126852
- MusicBrainz: ee0d468f-8429-4b2f-8217-646a0444f9c2
- Nederlandse Thesaurus van Auteursnamen: 32197414X
- Virtual International Authority File: 120774773
- WorldCat: E39PBJwmTpbYT79vKmgbffWxDq